# Limnia marginalis
Limnia marginalis är en tvåvingeart som först beskrevs av Jean-Baptiste Robineau-Desvoidy 1830.  Limnia marginalis ingår i släktet Limnia och familjen kärrflugor.
Artens utbredningsområde är Frankrike. Inga underarter finns listade i Catalogue of Life.